# Argentine aux Jeux olympiques d'été de 1960
L'équipe olympique argentine participe aux Jeux olympiques d'été de 1960 à Rome. Elle y remporte deux médailles : une en argent et une en bronze, se situant à la trentième place des nations au tableau des médailles. La plongeuse Cristina Hardekopf est la porte-drapeau d'une délégation argentine comptant 91 sportifs (91 hommes).

## Engagés par sport

### Équitation
- Fernando Urdapilleta

### Plongeon
- Cristina Hardekopf